# トファシチニブ
トファシチニブ (Tofacitinib)は、ヤヌスキナーゼ阻害剤であり、免疫抑制剤・分子標的薬のひとつ。製品名はゼルヤンツ、XeljanzやJakvinus。ファイザーにより開発され、日本では武田薬品工業が販売している。

## 薬理
トファシチニブは、ヤヌスキナーゼの強力な阻害薬である。in vitroでは、トファシチニブはJAK1、JAK2、JAK3をともに阻害する。細胞内では2分子のJAKが介在してシグナル伝達が行われるが、トファシチニブは主としてJAK3またはJAK1に会合するヘテロ二量体受容体によるシグナル伝達を強力に阻害する。JAK1およびJAK3の阻害により、IL-2、IL-4、IL-7、IL-9、IL-15およびIL-21を含む数種類のサイトカイン受容体を介した細胞内シグナル伝達が遮断される。これらのサイトカインは、細胞核でのDNA転写、リンパ球の活性化・増加・機能発現に不可欠であることから、これらのシグナル伝達の阻害により免疫を抑制できると考えられている。

## 効能・効果
- 関節リウマチ
- 中等症から重症の潰瘍性大腸炎の寛解導入及び維持療法（既存治療で効果不十分な場合に限る）[3]

## 禁忌
以下の患者には禁忌である。
- 重篤な感染症（敗血症など）の患者
- 活動性結核の患者
- 重度の肝機能障害を有する患者
- 好中球数が500/mm3未満の患者
- リンパ球数が500/mm3未満の患者
- ヘモグロビン値が8g/dL未満の患者
- 製剤成分に対し過敏症の既往歴のある患者
- 妊婦または妊娠している可能性のある婦人

## 副作用
添付文書に記載されている重大な副作用は、帯状疱疹、肺炎（ニューモシスティス肺炎などを含む）、敗血症、結核などの重篤な感染症、消化管穿孔、好中球減少、リンパ球減少、ヘモグロビン減少、肝機能障害、黄疸、間質性肺炎である。
全例市販後調査のためのトファシチニブ使用ガイドライン（PDF）が策定され運用されている。同ガイドラインを逸脱した投与例では死亡例が報告されている。

## 特徴
- ORAL-start試験において、トファシチニブはSharp-core, ACR70ともに、メソトレキセートよりも優れていた[6]。

## 他疾患への適用
- 標準治療に抵抗性の中等症・重症アトピー性皮膚炎6例に対してトファシチニブを投与したところ、全例で炎症を有する皮膚の面積が減少し、同時に紅斑・浮腫・苔癬化・擦過傷の軽減が見られた[7]。またSCORAD（Scoring Atopic Dermatitis）スコアは8～29週の治療後に66.6%減少した（36.5から12.2へ）。

- 潰瘍性大腸炎に対する開発第3相試験のひとつ、OCTAVE Sustain 試験においてえ、52週の時点における寛解率は、トファシチニブ5mg群 34.3%, 10mg群 40.6%に対し，プラセボ群 11.1%であり、トファシチニブは有意に有効であった（プラセボ群との比較でいずれも P＜0.001）[8]。